# 木村登勇
木村 登勇（きむら のりお、1978年3月15日 - ）は、日本の元プロボクサー。青森県三沢市出身。第48代日本ライト級王者。 第31代日本スーパーライト級王者。日本スーパーライト級王座は13度防衛し、同級の最多連続防衛記録。仙台ボクシングジム（現・新日本仙台ボクシングジム）所属選手としてプロデビュー後、八戸帝拳ボクシングジムを経て、2000年より横浜光ボクシングジム所属。光星学院高等学校卒業。

## 人物
キックボクサーの小比類巻太信とは三沢市の同郷で、小学校から高校まで同じ学校に通い、登下校、トレーニングなどをともにした古くからの親友である。

## 来歴
中学2年生から八戸帝拳ボクシングジムに通う。光星学院時代、1、2年時は顧問が掛け持ちを禁止していたため部活に所属できず、3年で顧問が代わり出場できたインターハイではライトウェルター級8位の実績を残した。
1996年5月20日、宮城の仙台ボクシングジムからプロデビュー、4R判定勝利を収めた。
1997年、アマチュア時代に所属した八戸帝拳へ移籍。同年12月20日、松本猛を6R判定で下し、全日本ライト級新人王を獲得した。1998年11月16日、リック吉村の持つ日本ライト級王座に挑戦し、判定負けを喫した。
2000年、横浜光ボクシングジムへ移籍。これ以降は担当トレーナーである金昌龍の指導を受けた。2001年2月17日、1999年に1度敗れている湯場忠志の持つ日本ライト級王座への挑戦は5R負傷引分となり、戴冠はならなかった。

### 日本王座2階級制覇
ライト級獲得
2001年12月8日、湯場が返上して空位となった日本ライト級王座を小野淳一と決定戦で争い、判定勝利を収めて王座を獲得した。ジムの先輩で同郷の畑山隆則がWBA世界同級王座から陥落し、引退を表明してから5か月後であった。
2002年3月9日、日本武道館で行われた世界戦のアンダーで嶋田雄大に0-3の判定負けを喫し、初防衛に失敗して王座を失った。同年11月25日、階級をスーパーライト級に上げ、久保田和樹に3RKO勝利を収めた。
スーパーライト級獲得
2004年4月3日、江口慎吾に3-0の判定勝利を収め、日本スーパーライト級王座を獲得。日本王座の2階級制覇となった。4戦連続KO防衛後の2006年11月18日、飯田幸司を迎えての8度目の防衛戦では2度のダウンを奪い3-0の判定勝利を収めた。 
2008年1月19日、松本憲亮に7RTKO勝利を収め、11度目の防衛に成功した。桑田弘と並んでいた同級の最多連続防衛記録10を超えて新記録達成となった。同年5月3日には山本大五郎に5RTKO勝利を収めて再び4戦連続KO防衛に成功し、記録を12に延ばした。

### 世界王座挑戦
2008年9月13日、ウクライナのリヴィウでアンドレアス・コテルニクが持つWBA世界同級王座に挑戦したが、0-3の判定で敗れ、王座獲得はならなかった。この挑戦は日本王座を保持したまま行われ、テレビ東京・BSジャパンにより、9月15日開催のトリプル世界戦とともに、日本ボクシング中継史上最大となる3時間放送の中で伝えられた。
2008年12月20日、日本スーパーライト級王座の13度目の防衛戦を西尾彰人と行い、4RTKO勝利により自らの持つ同級の最多連続防衛記録を更新。世界再挑戦、OPBF東洋太平洋王座を視野に入れていくと明言した。
2009年4月4日、14度目の防衛戦で小野寺洋介山に判定負けを喫し、5年間にわたり10KOを含む13勝で守った王座を失った。試合直前には東洋挑戦、世界再挑戦の他にウェルター級への転向など新たな挑戦への意向も示していたが、4月15日、自身の公式応援掲示板で引退を表明。7月4日、後楽園ホールで引退式が行われた。

## 戦績
- アマチュアボクシング：20戦15勝 (12KO・RSC) 5敗
- プロボクシング：44戦35勝 (19KO) 7敗2分

| 戦           | 日付           | 勝敗 | 時間    | 内容    | 対戦相手                      | 国籍       | 備考                                                                                         |
| ------------ | -------------- | ---- | ------- | ------- | ----------------------------- | ---------- | -------------------------------------------------------------------------------------------- |
| 1            | 1996年5月20日  | ☆    | 4R      | 判定3-0 | 清水力 （協栄）               | 日本       | 仙台（現・新日本仙台）ボクシングジムよりプロデビュー戦／東日本ライト級新人王トーナメント予選 |
| 2            | 1996年6月26日  | ☆    | 1R 2:05 | KO      | 玉置守 （MI花形）             | 日本       | 東日本ライト級新人王トーナメント予選                                                         |
| 3            | 1996年8月25日  | ☆    | 1R 1:38 | KO      | 敬光勝昭 （ピストン堀口）     | 日本       | 〃                                                                                           |
| 4            | 1996年9月30日  | ☆    | 1R 1:27 | KO      | 浅野真吾 （ヨネクラ）         | 日本       | 〃                                                                                           |
| 5            | 1996年11月1日  | ★    | 4R      | 判定0-3 | 宮上将志 （金子）             | 日本       | 東日本ライト級新人王トーナメント準決勝                                                       |
| 6            | 1997年6月10日  | ☆    | 4R      | 判定    | 谷田川卓 （横浜さくら）       | 日本       | 八戸帝拳ボクシングジムへの移籍初戦／東日本ライト級新人王トーナメント予選                     |
| 7            | 1997年7月11日  | ☆    | 4R      | 判定    | 森洋介 （古口）               | 日本       | 東日本ライト級新人王トーナメント予選                                                         |
| 8            | 1997年8月21日  | ☆    | 4R      | 判定    | 春山正太 （オークラ）         | 日本       | 〃                                                                                           |
| 9            | 1997年9月29日  | ☆    | 4R      | 判定    | 長屋昌史 （金子）             | 日本       | 東日本ライト級新人王トーナメント準決勝                                                       |
| 10           | 1997年11月8日  | ☆    | 6R      | 判定    | 奈良清志 （角海老宝石勝又）   | 日本       | 東日本ライト級新人王トーナメント決勝戦                                                       |
| 11           | 1997年12月20日 | ☆    | 6R      | 判定    | 松本猛 （千里馬神戸）         | 日本       | 全日本ライト級新人王決定戦                                                                   |
| 12           | 1998年6月28日  | ☆    | 8R      | 判定    | 川島辰久 （三迫）             | 日本       |                                                                                              |
| 13           | 1998年9月21日  | ☆    | 10R     | 判定    | 吉岡孝幸 （沖）               | 日本       |                                                                                              |
| 14           | 1998年11月16日 | ★    | 10R     | 判定    | リック吉村 （石川）           | 日本       | 日本ライト級タイトルマッチ                                                                   |
| 15           | 1999年2月22日  | ★    | 10R     | 判定    | 湯場忠志 （都城レオスポーツ） | 日本       |                                                                                              |
| 16           | 1999年8月28日  | 引分 | 5R 1:10 | 負傷    | 阪東竜 （ハッピーカドタ）     | 日本       |                                                                                              |
| 17           | 2000年2月19日  | ★    | 10R     | 判定    | 阪東竜 （ハッピーカドタ）     | 日本       | 横浜光ボクシングジムへの移籍初戦                                                             |
| 18           | 2000年7月14日  | ☆    | 4R 2:43 | TKO     | 松田夏樹 （三迫）             | 日本       | KSD杯争奪A級トーナメントライト級予選                                                         |
| 19           | 2000年8月31日  | ☆    | 6R      | 判定    | 大久保純斗 （草加有沢）       | 日本       | KSD杯争奪A級トーナメントライト級準決勝                                                       |
| 20           | 2000年10月20日 | ☆    | 8R      | 判定    | 橋浦憲一 （帝拳）             | 日本       | KSD杯争奪A級トーナメントライト級決勝                                                         |
| 21           | 2001年2月17日  | 引分 | 5R 1:57 | 負傷    | 湯場忠志 （都城レオスポーツ） | 日本       | 日本ライト級タイトルマッチ                                                                   |
| 22           | 2001年7月12日  | ☆    | 2R 1:52 | KO      | ビチャー・チタラダ            | タイ       |                                                                                              |
| 23           | 2001年12月8日  | ☆    | 10R     | 判定    | 小野淳一 （新日本木村）       | 日本       | 日本ライト級王座決定戦                                                                       |
| 24           | 2002年3月9日   | ★    | 10R     | 0-3判定 | 嶋田雄大 （ヨネクラ）         | 日本       | 日本王座陥落                                                                                 |
| 25           | 2002年11月25日 | ☆    | 3R 1:23 | KO      | 久保田和樹 （相模原ヨネクラ） | 日本       |                                                                                              |
| 26           | 2003年4月3日   | ☆    | 4R 1:34 | TKO     | 安田鉄平 （三迫）             | 日本       |                                                                                              |
| 27           | 2003年8月4日   | ☆    | 2R 0:47 | TKO     | 太田宏樹 （花形）             | 日本       |                                                                                              |
| 28           | 2003年12月8日  | ☆    | 4R 0:29 | TKO     | チェックビル・タマチャート    | タイ       |                                                                                              |
| 29           | 2004年4月3日   | ☆    | 10R     | 判定3-0 | 江口慎吾 （大橋）             | 日本       | 日本スーパーライト級タイトルマッチ                                                           |
| 30           | 2004年8月7日   | ☆    | 3R 2:58 | KO      | 吉田幸治 （北澤）             | 日本       | 日本王座防衛1                                                                                |
| 31           | 2004年12月4日  | ☆    | 10R     | 判定3-0 | 五百久寛行 （不二）           | 日本       | 日本王座防衛2                                                                                |
| 32           | 2005年3月5日   | ☆    | 10R     | 判定2-0 | 佐々木基樹 （協栄）           | 日本       | 日本王座防衛3                                                                                |
| 33           | 2005年8月4日   | ☆    | 4R 1:57 | TKO     | 大嶋宏成 （シャイアン）       | 日本       | 日本王座防衛4                                                                                |
| 34           | 2005年12月17日 | ☆    | 2R 2:25 | KO      | 松宮一之 （新日本徳山）       | 日本       | 日本王座防衛5                                                                                |
| 35           | 2006年3月4日   | ☆    | 7R 2:20 | TKO     | 長瀬慎弥 （フラッシュ赤羽）   | 日本       | 日本王座防衛6                                                                                |
| 36           | 2006年8月5日   | ☆    | 7R 2:59 | TKO     | 小暮飛鴻 （八王子中屋）       | 日本       | 日本王座防衛7                                                                                |
| 37           | 2006年11月18日 | ☆    | 10R     | 判定3-0 | 飯田幸司 （ヨネクラ）         | 日本       | 日本王座防衛8                                                                                |
| 38           | 2007年4月14日  | ☆    | 4R 0:40 | TKO     | 飯田聖州 （三松スポーツ）     | 日本       | 日本王座防衛9                                                                                |
| 39           | 2007年7月21日  | ☆    | 7R 1:03 | TKO     | 中村徳人 （相模原ヨネクラ）   | 日本       | 日本王座防衛10                                                                               |
| 40           | 2008年1月19日  | ☆    | 7R 1:37 | TKO     | 松本憲亮 （ヨシヤマ）         | 日本       | 日本王座防衛11                                                                               |
| 41           | 2008年5月3日   | ☆    | 5R 2:37 | TKO     | 山本大五郎 （金沢）           | 日本       | 日本王座防衛12                                                                               |
| 42           | 2008年9月13日  | ★    | 12R     | 判定0-3 | アンドレアス・コテルニク      | ウクライナ | WBA世界スーパーライト級タイトルマッチ                                                        |
| 43           | 2008年12月20日 | ☆    | 4R 2:54 | TKO     | 西尾彰人 （姫路木下）         | 日本       | 日本王座防衛13                                                                               |
| 44           | 2009年4月4日   | ★    | 10R     | 判定0-3 | 小野寺洋介山 （オサム）       | 日本       | 日本王座陥落                                                                                 |
| テンプレート |                |      |         |         |                               |            |                                                                                              |

## 獲得タイトル
- 第54回東日本ライト級新人王
- 第44回全日本ライト級新人王
- 第14回KSD杯争奪A級トーナメントライト級優勝
- 第48代日本ライト級王座（防衛0）
- 第31代日本スーパーライト級王座（防衛13）